# Calappoidea
Calappoidea (лат.) — надсемейство морских крабов. Включает 2 семейства: Matutidae и Calappidae. Matutidae приспособлены для плавания или рытья. Все четыре пары ходильных ног у них уплощены. Matutidae — агрессивные хищники. Calappidae ведут донный образ жизни и имеют ходильные ноги стандартной формы.
Самые ранние окаменелости Calappoidea относятся к апту.